# Apoštolská administratura Kazachstán a Střední Asie
Apoštolská administratura Kazachstán a Střední Asie je apoštolská administratura ukrajinské řeckokatolické církve, nacházející se v Kazachstánu.

## Území
Administratura zahrnuje všechny věřící ukrajinské řeckokatolické církve na území Kazachstánu, Kyrgyzstánu, Tádžikistánu, Turkmenistánu a Uzbekistánu. Jejím sídlem je město Karaganda, kde se také nachází hlavní chrám - kostel Záštity Panny Marie. K roku 2019 měla 10 000 věřících, 8 administraturních kněží a 5 řeholnic.

## Historie
Administratura byla zřízena 1. června 2019 papežem Františkem.

## Seznam apoštolských administrátorů
- Vasyl Hovera (od 2019)